# 세인트 세이야 -Soul of Gold-
세인트 세이야 -Soul of Gold-(소울 오브 골드)는 쿠루마다 마사미의 원작 세인트 세이야를 기반으로 하는 스핀오프 웹 애니메이션 작품이다.

## 줄거리
명왕 하데스와의 성전 중에 사자좌 아이올리아를 비롯한 12명의 황금성투사는 엘리시온으로의 활로를 열기 위해 목숨을 담보로 한 탄의 벽을 파괴하고 소멸했을 터였다. 그러나 곧 그들은 북유럽 지역의 아스갈드에서 부활한다. 황금성투사는 왜 지상에 되살아났을까.모든 진상이 할 일을 찾아내기 위해 아이오리아들은 다키 유그드라실 전투에 뛰어들었다.